# Spezifische Sprachentwicklungsstörung
Eine spezifische Sprachentwicklungsstörung (SSES), auch SLI (Abkürzung für engl. Specific Language Impairment),  Developmental dysphasia oder Language delay, ist eine spezifische, umschriebene Sprachentwicklungsstörung in Form eines verzögerten oder abweichenden Spracherwerbs eines Kindes ohne sensorische, organische, mentale oder gravierende sozial-emotionale Defizite.

## Ätiologie (Krankheitsursache)
Wie oft die SSES genetisch bedingt ist, wurde bis heute noch nicht endgültig bewiesen. Allerdings zeigen Studien, dass Kinder mit SSES häufig ein Mitglied in der Familie haben, das ebenso an einer Sprachentwicklungsstörung leidet. Es wurden Untersuchungen an Zwillingen vorgenommen, um zu prüfen, ob ein genetischer Zusammenhang besteht. Unter anderem Studien von Vernes (2006) fanden Belege für eine genetische Ursache im FOXP2-Gen. Kinder mit SSES verfügen über ein normal entwickeltes Gehör und eine mindestens durchschnittliche Intelligenz. Ihre motorischen Fähigkeiten, ihre soziale und emotionale Entwicklung sowie ihr entwicklungsneurologisches Profil unterscheiden sich nicht von gesunden Kindern. Die Abweichung betrifft ausschließlich die sprachliche Entwicklung.

## Symptomatik
Kinder mit SSES zeigen von Anfang an eine beeinträchtigte Sprachentwicklung mit Symptomen, die während der Kindheit verschwinden können, aber auch bestehen bleiben können. Sie weisen typischerweise eine Beeinträchtigung auf folgenden sprachlichen Ebenen auf:
- Phonologie
- Morphologie und Syntax
- Wortschatz
- sowie auf Ebene der Sprachkommunikation.

Kinder mit SSES-Symptomen sind aber in Hinblick auf ihre physische, mentale und sozial-emotionale Entwicklung als normal zu bezeichnen. Sie haben daher auch
- ein unauffälliges Ergebnis in allgemeinen Entwicklungs- und Intelligenztests (ausgenommen Sprachleistungen)
- ein normales Hörverhalten und keine kürzlichen Ohrenerkrankungen
- keine oralen Abnormalitäten oder Fehlfunktionen (z. B. Dyspraxie, myofunktionelle Störung (orofacial))
- keine neurologischen Dysfunktionen (z. B.: keine Gehirnverletzungen)
- keine Verhaltensschwierigkeiten und keine emotionalen, kommunikativen oder sozialen Probleme (z. B.: Autismus)

### Häufigkeit
Rund 6–8 % aller Kinder leiden an irgendeiner Art von Sprachentwicklungsstörung. SSES kommt bei Jungen dreimal so oft vor wie bei Mädchen. 40–75 % der SSES-Kinder haben Probleme, das Lesen zu erlernen. Bei 73 % der Kinder, bei denen in der Vorschule eine Sprachentwicklungsstörung festgestellt wird, bleiben die Symptome bis in das Erwachsenenalter bestehen.

### Unterschiede zwischen SSES-Kindern und normal entwickelten Kindern
Sprachliche Fehler sind während der Sprachentwicklung ein gängiges Phänomen.
- SSES-Kinder weisen aber einen wesentlich höheren Anteil an Fehlern in ihrem Sprechen auf als normal entwickelte Kinder.

Für Fachleute wie Phoniater, Logopäden/Sprachtherapeuten und klinische Linguisten und Entwicklungspsychologen sind Kinder mit SSES-Symptomen von sog. „normal“ entwickelten Kindern gut zu unterscheiden.
- SSES-Kinder weisen in Sprachtests signifikante Unterschiede gegenüber normal entwickelten Kindern auf.
- Das Hörvermögen ist nicht eingeschränkt.
- Im außersprachlichen Bereich ist die Entwicklung altersnormal.

Aber auch für Laien ist die sprachliche Entwicklungsverzögerung anhand von „Meilensteinen“ im Gegensatz zu anderen Entwicklungsauffälligkeiten relativ gut erkennbar: Die Produktion erster Wörter hat eine große Variationsbreite. Vorformen der Benennung (situationsgebundene Protowörter) sind von der gezielten Wortverwendung abzugrenzen. Normal entwickelte Kinder produzieren ihr erstes Wort im Alter von rund 13–20 Monaten. Kinder, die bis zum Ende des zweiten Lebensjahres weniger als 50 Wörter sprechen bzw. keine Zweiwort-Äußerungen kombinieren können (bei ansonsten völlig unauffälliger Entwicklung) werden als Late Talker („Späte Sprecher“) bezeichnet. Normal entwickelte Kinder beginnen etwa mit 17 Monaten Zwei-Wort-Sätze (z. B.: „will Schokolade“) zu bilden, SSES-Kinder mit etwa 37 Monaten.
Meilensteine der sprachlichen Entwicklung:
| Entwicklungsschritt                            | Zeit          | Grenzstein (90. Perzentil) |
| ---------------------------------------------- | ------------- | -------------------------- |
| Kanonisches Lallen (z. B. „ba“)                | 6. Monat      | 8.–10. Monat               |
| Silbenverdoppelungen (z. B. „baba“)            | 8.–10. Monat  | 11.–15. Monat              |
| gezielte Verwendung von „Mama“ und „Papa“      | 10.–15. Monat | 18.–20. Monat              |
| Produktion erster Wörter (Ein-Wort-Äußerungen) | 13.–20. Monat | 18.–20. Monat              |
| Produktion von mind. 50 Wörtern                | 18.–24. Monat | 24. Monat                  |

### Fehlertypen
Kinder mit einer derartigen Sprachentwicklungsstörung machen unterschiedliche Fehler in der Sprachproduktion. Diese Typen von Fehlern werden in folgende Kategorien unterteilt.
Auslassungsfehler (Omission errors)
- Affixe
- Partikeln
- Artikel
- Auxiliare (Hilfsverben)
- Pronomen

Abweichungsfehler (Commission errors)
- Übergeneralisierungen
- Kasusfehler
- Wortstellungsfehler

## Diagnose, Therapie und Prognose
Seit etwa Mitte der 1990er-Jahre wird die SSES wissenschaftlich verstärkt untersucht, daher kann die Entwicklungsstörung mittlerweile genau diagnostiziert werden.
Eine Auswahl von Subtests standardisierter Sprachentwicklungstests erlauben die Beurteilung syntaktisch-morphologischer Leistungen:
- Psycholinguistischer Entwicklungstest (PET) (Angermaier 1974) Grammatiktest[10]
- Heidelberger Sprachentwicklungstest (HSET) (Grimm/Schöler 1978)[11]
- SETK 2 (Grimm 2000)[12]
- SETK 3-5 (Grimm 2001)[13]
- Patholinguistische Diagnostik bei Sprachentwicklungsstörungen (PDSS) (2022)[14]

Zur Beurteilung des expressiven Wortschatzumfangs bietet sich der „Aktive Wortschatztest für 3- bis 5-jährige Kinder“-Revision (AWST-R) an.
Bereits ab 2-3 Jahren können Anzeichen von SSES auch von Eltern oder Erziehern bemerkt werden. Sog. Late-Talker werden mit Hilfe von Elternfragebögen und Wortschatzlisten (z. B. ELAN-R) beurteilt.
SSES kann den schulischen Erfolg der Kinder beeinträchtigen, insbesondere, wenn keine therapeutischen Maßnahmen unternommen werden. Erwachsene mit einer SSES in der Vorgeschichte weisen häufiger Probleme im Bereich sozial-emotionaler Ebenen auf, als solche ohne SSES. Folglich ist eine frühzeitige Diagnostik (vorzugsweise bei einem Arzt für Phoniatrie und Pädaudiologie) sinnvoll, um rechtzeitig Therapiemaßnahmen, wie z. B. eine logopädische Behandlung, einleiten zu können.

### Leitlinien
- S2k-Leitlinie Diagnostik von (umschriebenen) Sprachentwicklungsstörungen der Deutschen Gesellschaft für Phoniatrie und Pädaudiologie (DGPP) und der Deutschen Gesellschaft für Kinder- und Jugendpsychiatrie, Psychosomatik und Psychotherapie (DGKJP) (federführend) und weiteren 11 Fachgesellschaften. In: AWMF online (Stand 2011/2013)